# Пудер за бебе
Пудер за бебе је адстрингентни прах који се користи за превенцију пеленског осипа и за козметичку употребу. Може се састојати од талка или кукурузног скроба. Такође може да садржи додатне састојке као што су мириси. Пудер за бебе се такође може користити као суви шампон, средство за чишћење (за уклањање масних мрља) и освеживач.

## Састав
Пудер за бебе, који зовемо и талк је, заправо, магнезијум силикат који у траговима може садржти и алуминијев силикат. Талк се копа у непосредној близини опасног азбеста, који има канцерогена својства, због чега је забрањен у више од 50 земаља у свету.
Поред тога, у саставу често садржи и цинк оксид, који је препоручљив за негу осетљиве коже. Такође, неретко је присутан и парфем, односно мирисни додаци. Са друге стране, све је више оних беби пудера који уопште не садржи талк. Они садрже другу врсту здравијег (безбеднијег праха) који има исту намену, а тај састојак је кукурузни скроб. Добра страна је свакако то што и беби пудер на бази кукурузног скроба природно упија влагу са коже. Али, они такође у свом саставу имају од састојака и мирисе.
Последњих година су се многи брендови окренули ка протизводњи пудера за бебе на бази кукурузног скроба. Разлог је тај што кукурузни скроб садржи нешто крупније честице у односу на талк, које се теже удишу и не могу да створе респираторне проблеме.

## Намена
Пудер код новоноворођенчади има улогу да:

- заштити кожу од трења,
- заштити кожу од осипа,
- упије влагу са коже,
- помаже око лечења пеленског осипа,
- негује кожу,
- смирује надражену кожу ако је дошло до упале,
- смањи свраб.

Која год намена била, битно је да се правилно наноси. Не треба га стављати у неограниченим количинама јер се може накупљати и таложити, те на тај начин затворити поре.

### Додатне примене
Беби пудер је производ који може допринети побољшању квалитета коже тела код одраслих али и решити проблеме иритација. Дакле, беби пудер је вишенаменски производ који ће кожу учинити меканом и свиленкастом. Није масан па је идеалан за лето. Главна намена беби пудера јесте спречавање иритација коже тела које настају услед бријања, депилирања и урастања длачица или као реакција на неки производ који се користи за негу а не одговара кожи. Такође, беби пудер се може користити и приликом спречавања знојења и иритација на кожи које зној изазива.Код старијих може се користити и за исушивање бубуљица и акни, за “суво” прање (масне) косе, за дуже трајање кармина на уснама, као помоћ да трепавице изгледају бујније (мало се нанесе пудер пре маскаре на трепавице), и за упијање зноја и влаге. 

## Здравствени ризици
Талк у праху, ако се удише, може изазвати аспирациону пнеумонију и гранулом. Тешки случајеви могу довести до хроничних респираторних проблема и смрти.  Честице у праху кукурузног скроба су веће и мање је вероватно да ће се удахнути.
Неке студије су откриле статистичку везу између талка у праху који су жене наносиле на перинеалну област и учесталости карцинома јајника, али не постоји консензус да су то двоје повезани.  У 2016. години, више од 1.000 жена у Сједињеним Државама тужило је Џонсон и Џонсон због прикривања могућег ризика од рака повезаног са пудером за бебе.  Компанија је престала да продаје пудер за бебе на бази талка у Сједињеним Државама и Канади 2020.